# Nicolas Kintz
Pour les articles homonymes, voir Kintz.
Nicolas Kintz, né le 1er septembre 1977 à Épinal, est un nageur français.
Il fait partie du relais français du 4×100 mètres nage libre terminant septième des Jeux olympiques d'été de 2000 à Sydney et du relais 4×200 mètres nage libre terminant septième des Jeux olympiques d'été de 2004 à Athènes.
Il est médaillé de bronze du 4×100 mètres nage libre aux Championnats d'Europe de natation 2000 et du 4×200 mètres nage libre aux Championnats d'Europe de natation 2004.
Il est champion de France du 200 mètres nage libre en 2001.